# Campionati del mondo di ciclismo su strada 1997 - Gara in linea femminile Elite
La gara in linea femminile Elite dei Campionati del mondo di ciclismo su strada 1997 fu corsa l'11 ottobre 1997 in Spagna, nei dintorni di San Sebastián, su un percorso totale di 108 km. L'oro andò all'italiana Alessandra Cappellotto, che vinse con il tempo di 2h44'37" alla media di 39,36 km/h, l'argento all'australiana Elisabeth Tadich e il bronzo alla francese Catherine Marsal.
Partenza con 108 cicliste, delle quali 85 completarono la gara.

## Squadre partecipanti
| N.    | Cod. | Squadra     |
| ----- | ---- | ----------- |
| 1-7   | SUI  | Svizzera    |
| 8-11  | LTU  | Lituania    |
| 12-17 | CAN  | Canada      |
| 18-23 | USA  | Stati Uniti |
| 24-29 | ITA  | Italia      |
| 30-35 | FRA  | Francia     |
| 36-40 | RUS  | Russia      |
| 41-46 | GER  | Germania    |
| 47-49 | BEL  | Belgio      |
| 50-51 | SVK  | Slovacchia  |
| 52-57 | ESP  | Spagna      |
| 58-63 | NLD  | Paesi Bassi |
| 64    | AUT  | Austria     |
| 65-68 | NOR  | Norvegia    |
| 69-74 | GBR  | Regno Unito |

| N.      | Cod. | Squadra         |
| ------- | ---- | --------------- |
| 75-77   | CZE  | Repubblica Ceca |
| 78-80   | FIN  | Finlandia       |
| 81-83   | RSA  | Sud Africa      |
| 84      | POL  | Polonia         |
| 85      | HUN  | Ungheria        |
| 86      | IRL  | Irlanda         |
| 87      | MDA  | Moldavia        |
| 88-89   | SWE  | Svezia          |
| 90-95   | UKR  | Ukraina         |
| 96      | NZL  | Nuova Zelanda   |
| 97      | BLR  | Bielorussia     |
| 98      | MEX  | Messico         |
| 99-103  | AUS  | Australia       |
| 104-107 | DEN  | Danimarca       |
| 108     | SMR  | San Marino      |

## Classifica (Top 10)
| Pos. | Corridore              | Squadra     | Tempo    |
| ---- | ---------------------- | ----------- | -------- |
| 1    | Alessandra Cappellotto | Italia      | 2h44'37" |
| 2    | Elisabeth Tadich       | Australia   | s.t.     |
| 3    | Catherine Marsal       | Francia     | s.t.     |
| 4    | Jolanta Polikevičiūte  | Lituania    | s.t.     |
| 5    | Cindy Pieters          | Belgio      | a 2"     |
| 6    | Karen Bliss-Livingston | Stati Uniti | a 13"    |
| 7    | Hanka Kupfernagel      | Germania    | s.t.     |
| 8    | Debby Mansveld         | Paesi Bassi | s.t.     |
| 9    | Rikke Sandhoj Olsen    | Danimarca   | s.t.     |
| 10   | Simona Parente         | Italia      | s.t.     |